# 양검론
양검론(両剣論, theory of two swords)은 12세기에서 13세기에 걸쳐 중세 유럽에서 제기된 성속(聖俗) 권력에 대한 이론. 로마 교황과 신성 로마 제국의 황제 사이의 서임권 투쟁을 배경으로 생겨난 이론이다.
교황 젤라시오 1세는 「이 세상은 성속(聖俗) 두 개의 권력으로 통치되고 있다」는 관념을 제창하였고, 교회법학자들도 두 개의 권력이 존재하는 것이 신의 법에 토대를 두고 있는 것이라고 주장하였다. 『옥스퍼드 중세사전』에는 「사제의 성스러운 권위와 왕의 권력」에 대해 젤라시오 1세의 이론을 보강하여 해설하였다고 설명하고 있다.

## 개요
494년 로마 교황 젤라시오 1세가 동로마 제국 황제 아나스타시우스 1세에게 '두 권력'(Duo sunt)이라는 서한을 보냈다. 서한에서 그는 이 세상을 통치하는 것은 두 개의 권력으로 「사제의 성스러운 권력과 왕자(王者)의 권력」이라고 주장하였다. 세속 권력이나 교회 권력이나 다 같이 신으로부터 받은 것이라고 설명하면서 성스러운 세계의 보편적 지배자로써의 교황과 세속 세계의 보편적 지배자로써의 황제는 병렬적 존재라고 본 것이다(다만 젤라시오 1세는 한편으로 교회 권력이 황제 권력보다는 우위에 있음을 주장하였고 세속 권력과 교회 권력은 완전히 병렬적 것이라는 그의 주장과는 다소 대치되는 것이었다). 그에 따르면 「정치적 지배」를 행하는 왕자가 「권력」(potestas)을 지니고 있는 것에 대해 교황은 권위(auctoritas)를 지니고 있는데, 후자야말로 완전한 주권이라는 것이다. 이러한 양검론은 그 본래적 의도는 교회 권력과 황제 권력의 상호보완적 역할을 기대하는 것이었다. 
11세기 신학자 페트로스 다미아니(Pier Damiani)가 성경 누가복음 "제자들이 대답하기를 '주여, 검이라면 여기 두 자루가 있나이다'라고 하니 예수께서 이르시되 '그것이면 충분하다' 하시더라."(누22:38)라는 구절을 들어, 해당 부분에서 「두 자루의 검」을 처음으로 고찰하고 과거 교황 젤라시오 1세의 이론을 보강하였다. "가이사의 것은 가이사에게, 주님의 것은 주님께 바치라"는 성경 구절 역시 주장을 뒷받침하는 근거로 교회법에서 언급되었다. 
1140년경 교회법학자 요한네스 그라티아누스가 편찬한 《그라티아누스 교령집》(Decretum Gratiani)에는 「사제는 왕과 군후(君侯)의 아버지이자 스승이다」, 「황제는 사제보다 우선하는 것이 아니라 그 다음이다」라고 설파했고, 그레고리우스 7세가 인용한 젤라시오 1세의 편지에 나온 양검론을 참고하였다.
초기에는 성속(聖俗) 두 권력의 분리성과 협조성이 제시되었으나 13세기에는 교회 우위의 양검론이 제시되어 1302년에 교황 보니파시오 8세가 내린 교황칙서 『우남 상탐』(Unam sanctam)에서는 "우리는 복음서에 의해 교회가 영적 세계와 세속을 지배할 두 개의 칼을 갖고 있음을 주장한다. 이 성속(聖俗) 양검(兩劍)은 교회의 권위 속에 있다. 영적인 칼은 교회가 사용하고, 세속적인 칼은 교회를 위해서 사용된다. 영적인 칼은 사제가 사용하고, 세속적인 칼은 왕과 병사에 의해 사용된다. 세속적인 칼은 영적인 칼에 종속되지 않으면 안 되고, 따라서 세속적인 권위자는 영적인 권위자에게 복종해야 한다"고 하여 교황 권력의 지상성(至上性)을 말했다. 13세기 이전에는 교회의 권력은 영혼의 구제에 관련된 것으로 세속적인 통치권(potestas)이 아니라 숭고한 권위(auctoritas)로 이루어져 있다고 보았으나, 13세기에는 교황의 권력은 「완벽한 권력」(plenitudo potestatis)이라고 하며, 만인에 대한 재판권을 지니고 있다고까지 말하게 되었다.
교황 젤라시오 1세의 정의는 세속 권력과 교회 권력 사이에 명확한 경계선이 있어야 한다고 하는 것이었으나, 그 경계를 어디서부터 그어야 할지가 애매했던 것이다. 때문에 그의 교설은 교황 또는 황제 양쪽 모두를 지지하는 설로도 이용될 수 있었다. 황제측은 두 자루의 검은 신이 검을 가진 자에게 직접 내린 것이기에 세속의 검은 세속적인 영역에서는 교회 권력과 독립되어 사용될 수 있다고 주장하였고, 교황측은 누가복음의 해당 구절을 들어 그 두 자루의 검이 우선 베드로에게 내려졌기에 세속의 검은 영적인 검에 복종해야 하고, 명예와 품위 면에서도 영적인 권위가 세속적인 권위의 우위에 있다고 주장하였던 것이다. 교황 레오 3세가 라테라노 대성당에 장식한 모자이크화에는 초대 로마 주교(훗날의 로마 교황)로 로마에서 순교했다는 성 베드로가 교황에게 팔리움을, 황제에게 창을 주고 있는 그림이 있다. 『슈바벤슈바겔』에는 「주님께서는 두 자루의 검을 베드로에게 맡기셨다. 때문에 그 후계자인 교황은 스스로는 교회의 검을 행사하며 황제에게 세속의 검을 주었다」고 되어 있다. 
역사적으로는 그레고리우스 개혁 이전인 11세기경에는 성직자 서임권도 똑같이 교황의 서임권이었고 그것을 신성 로마 제국의 황제가 「신의 대리」로써 장악하고 있었던 것이 현실이었다. 